# Esiliiga B 2024
L'Esiliiga B 2024 è stata la 12ª edizione della terza divisione del campionato estone di calcio. Il campionato si è disputato tra il 2 marzo e il 10 novembre 2024 ed è stato vinto dal Tammeka Tartu Under-21 per la prima volta nella sua storia.

## Stagione

### Novità
Dall'Esiliiga 2023 è retrocesso il TJK Legion, mentre dalla II Liiga è stato ripescato il Phoenix Jõhvi, al posto del Maardu che ha rinunciato alla promozione. Queste squadre sostituiscono il Welco Tartu e il Kalev Tallinn Under-21 promossi in Esiliiga. Il Pärnu, ultimo classificato e retrocesso sul campo nell'ultima stagione, è stato riammesso a causa dello scioglimento dell'Alliance Ida-Virumaa, ultimo della scorsa Esiliiga.

### Formula
Le 10 squadre partecipanti si affrontano in un doppio girone di andata e ritorno, per un totale di 36 giornate. Le prime due squadre in classifica vengono promosse in Esiliiga, mentre la terza disputa uno spareggio contro la penultima dell'Esiliiga. Sono escluse dalla possibilità di promozione le formazioni Under-21 che hanno la prima squadra nella serie superiore. L'ultima classificata retrocede direttamente in II Liiga, mentre l'ottava e la nona classificata, nel caso siano una prima squadra e una Under-21, disputano due spareggi contro le vincenti dei play-off di II Liiga; se invece sono entrambe prime squadre o Under-21, la nona retrocede direttamente e solo l'ottava disputa lo spareggio.

### Avvenimenti
Il Tammeka Tartu Under-21 ha vinto il campionato alla terzultima giornata, battendo per 1-4 il Kuressaare Under-21 e mantenendo sette punti di distanza dal Kalju Nõmme Under-21, che a sua volta ha raggiunto la matematica promozione al turno successivo.

## Squadre partecipanti
| Club              | Città      | Stadio                    | Posizione 2023                                      |
| ----------------- | ---------- | ------------------------- | --------------------------------------------------- |
| Kalev Tartu       | Tartu      | Ülenurme Staadion         | 4º posto in Esiliiga B                              |
| Kalju Nõmme U21   | Tallinn    | Hiiu Staadion             | 8º posto in Esiliiga B                              |
| Kuressaare U21    | Kuressaare | Kuressaare Linnastaadion  | 5º posto in Esiliiga B                              |
| Läänemaa          | Haapsalu   | Haapsalu Linnastaadion    | 9º posto in Esiliiga B                              |
| Pärnu JK          | Pärnu      | Pärnu Rannastaadion       | 10º posto in Esiliiga B, riammesso                  |
| Phoenix Jõhvi     | Jõhvi      | Kiviõli Arena (Kiviõli)   | 2º posto nel girone Nord/Est di II Liiga, ripescato |
| Tammeka Tartu U21 | Tartu      | Sepa Staadion             | 7º posto in Esiliiga B                              |
| TJK Legion        | Tallinn    | Sportland Arena           | 9º posto in Esiliiga, retrocesso                    |
| Trans Narva U21   | Narva      | Narva Kalev-Fama Staadion | 3º posto in Esiliiga B                              |
| Tulevik Viljandi  | Viljandi   | Viljandi Linnastaadion    | 6º posto in Esiliiga B                              |

## Classifica finale
|  | Pos. | Squadra           | Pt | G  | V  | N | P  | GF  | GS | DR  |
|  | ---- | ----------------- | -- | -- | -- | - | -- | --- | -- | --- |
|  | 1.   | Tammeka Tartu U21 | 74 | 36 | 22 | 8 | 6  | 91  | 44 | +47 |
|  | 2.   | Kalju Nõmme U21   | 63 | 36 | 20 | 3 | 13 | 101 | 61 | +40 |
|  | 3.   | TJK Legion        | 58 | 36 | 18 | 4 | 14 | 64  | 49 | +15 |
|  | 4.   | Kuressaare U21    | 55 | 36 | 17 | 4 | 15 | 66  | 70 | -4  |
|  | 5.   | Kalev Tartu       | 55 | 36 | 16 | 7 | 13 | 60  | 64 | -4  |
|  | 6.   | Trans Narva U21   | 54 | 36 | 15 | 9 | 12 | 57  | 51 | +6  |
|  | 7.   | Phoenix Jõhvi     | 45 | 36 | 12 | 9 | 15 | 78  | 81 | -3  |
|  | 8.   | Läänemaa          | 42 | 36 | 12 | 6 | 18 | 62  | 86 | -24 |
|  | 9.   | Tulevik Viljandi  | 35 | 36 | 10 | 5 | 21 | 49  | 74 | -25 |
|  | 10.  | Pärnu JK          | 29 | 36 | 8  | 5 | 23 | 46  | 94 | -48 |

Legenda:

      Promossa in Esiliiga 2025

 Ammessa agli spareggi promozione o retrocessione

      Retrocessa in II Liiga 2025

(+) squadra ineleggibile per la promozione.
Note:
Tre punti a vittoria, uno a pareggio, zero a sconfitta.
La classifica viene stilata secondo i seguenti criteri:
- Punti conquistati
- play-off (solo per decidere la squadra campione)
- Meno partite perse a tavolino
- Partite vinte
- Punti conquistati negli scontri diretti
- Differenza reti negli scontri diretti
- Differenza reti generale
- Reti totali realizzate
- Fair-play ranking

## Spareggi

### Play-off
|            | Risultati |            | Luogo e data              |
| ---------- | --------- | ---------- | ------------------------- |
| TJK Legion | 0 - 3     | Elva       | Tallinn, 17 novembre 2024 |
| Elva       | 6 - 0     | TJK Legion | Elva, 24 novembre 2024    |
|            |           |            |                           |

### Play-out

#### Semifinale
|                  | Risultati |                  | Luogo e data              |
| ---------------- | --------- | ---------------- | ------------------------- |
| Vaprus Pärnu U21 | 4 - 1     | Puuma Tallinn    | Pärnu, 10 novembre 2024   |
| Puuma Tallinn    | 3 - 2     | Vaprus Pärnu U21 | Tallinn, 13 novembre 2024 |
|                  |           |                  |                           |

#### Finale
|                  | Risultati |                  | Luogo e data               |
| ---------------- | --------- | ---------------- | -------------------------- |
| Vaprus Pärnu U21 | 2 - 2     | Läänemaa         | Pärnu, 17 novembre 2024    |
| Läänemaa         | 4 - 2     | Vaprus Pärnu U21 | Haapsalu, 24 novembre 2024 |
|                  |           |                  |                            |